# 九州路街道
九州路街道，是中华人民共和国河南省鹤壁市淇滨区下辖的一个乡镇级行政单位。

## 行政区划
九州路街道下辖以下地区：
桂鹤社区、鹤翔社区、金鹤社区、三和社区、学院社区、迎宾社区、西郭庄村、大赉店村、打柴口村、王升屯村和崔庄村。